# Eristalis pallidibasis
Eristalis pallidibasis är en tvåvingeart som först beskrevs av Jacques-Marie-Frangile Bigot 1891.  Eristalis pallidibasis ingår i släktet slamflugor, och familjen blomflugor.
Artens utbredningsområde är Elfenbenskusten. Inga underarter finns listade i Catalogue of Life.